# Tiefer Georg-Stollen
Der Tiefe Georg-Stollen war der längste und tiefste Wasserlösungsstollen des Oberharzer Bergbaus bis zur Vollendung des Ernst-August-Stollens. Den Namen erhielt der Stollen, um den Kurfürsten des Kurfürstentums Braunschweig-Lüneburg sowie den König des Vereinigten Königreichs Großbritannien und Irland Georg III. zu ehren.
Ein 18,5 km langes Teilstück des Tiefen Georg-Stollens wurde 2010 als ein Teil des Oberharzer Wasserregals zum Weltkulturerbe der UNESCO ernannt.

## Geschichte
Nach dem Ende des Dreißigjährigen Krieges, der den Oberharzer Bergbau fast vollständig zum Erliegen gebracht hatte, war der 13-Lachter-Stollen der tiefste Wasserlösungsstollen für die Gruben im Oberharz. Zu Beginn des 18. Jahrhunderts schienen neu aufgeschlossene, ungewöhnlich reiche Erzmittel im östlichen Teil des Burgstätter Gangzuges den Oberharzer Bergbau wiederzubeleben. Um Schächte weiter abteufen zu können, kam aber kein neuer Stollen infrage. Stattdessen legte man den Dammgraben an, der zusätzliches Aufschlagwasser aus dem regenreichen Gebiet um den Brocken lieferte. Auf diese Weise wurde es möglich, die Schächte tief unter die Sohle des 13-Lachter-Stollens abzuteufen. Gegen 1750 nahm der Erzabbau im Burgstätter Revier jedoch wieder stark ab. So war die Zukunft der Gruben des Oberharzer Bergbaus kurz vor dem Siebenjährigen Krieg wiederholt ungewiss.
Nach dem Krieg wurde der Bergbau unter größten Schwierigkeiten betrieben und man begriff, dass doch ein neuer, tieferer Stollen für den Fortbestand des regionalen Bergbaus erforderlich war.

### Planung
Zu Beginn der Planung war der 13-Lachter-Stollen, dessen Fertigstellung fast 160 Jahre gedauert hatte, erst knapp über 60 Jahre in Betrieb. Sein Querschnitt reichte mittlerweile kaum noch aus, um die anfallenden Grubenwasser der angeschlossenen Gruben zu „lösen“.
1771 machte Berghauptmann Claus Friedrich von Reden den Vorschlag, einen tiefen Stollen an den Burgstätter und Rosenhöfer Gangzug heranzutreiben. Anschließend begann die Planungsphase zunächst mit der Suche nach einem Ansatzpunkt für das Mundloch des neuen Erbstollens. Streitigkeiten und unterschiedliche territoriale Verhältnisse zwischen dem Einseitigen Harz (Bergamt Zellerfeld) und dem Kommunionharz (Bergamt Clausthal) verzögerten das Voranschreiten des Vorhabens. Beide Bergämter legten jeweils sieben verschiedene Vorschläge für den Ansatzpunkt des Mundloches vor. Als Favoriten galten Lerbach oder Lasfelde, weil man auf diese Weise bislang unbekannte Erzgänge aufschließen konnte. Allerdings sah man später aus Kosten- und Zeitgründen davon ab.
Als 1774, nach drei Jahren, noch immer keine Lösung gefunden war, griff die Königliche Kammer Hannover ein, die den ursprünglichen Vorschlag von Redens aufgriff und die Bergstadt Grund als Stollenansatzpunkt festlegte.
Am 1. Juli 1777 legten sämtliche Bergamtsbedienstete im Thurm-Rosenhöfer Zechenhaus die Lichtlöcher fest:
- 1. Lichtloch: Schacht der Lehnschaft König Salomo und Berg Zion
- 2. Lichtloch: unweit des Hohenhalder Schachtes
- 3. Lichtloch: Pinge nahe dem Haushackelsberger Schacht
- 4. Lichtloch: in der Nähe des Wiemannsbuchtschachtes (mit späteren Querschlag zum Ernst-August-Stollen[8])
- 5. Lichtloch: schießende Kappe im Langenthal
- 6. Lichtloch: bereits vom Isaacs-Tanner-Stollen vorhanden

Der Stollen sollte vom Mundloch aus in Richtung des Silbernaaler Gangzuges und dann „querschlägig ins Liegende“ zu den Rosenhöfer, Zellerfelder und Burgstätter Gangzügen fortgetrieben werden.
Nach einer weiteren Verzögerung von fast einem Monat aufgrund von Unstimmigkeiten über den genauen Ansatzpunkt des Mundloches führte von Reden am 26. Juli 1777 den ersten Anschlag mit Schlägel und Eisen durch.

### Bau

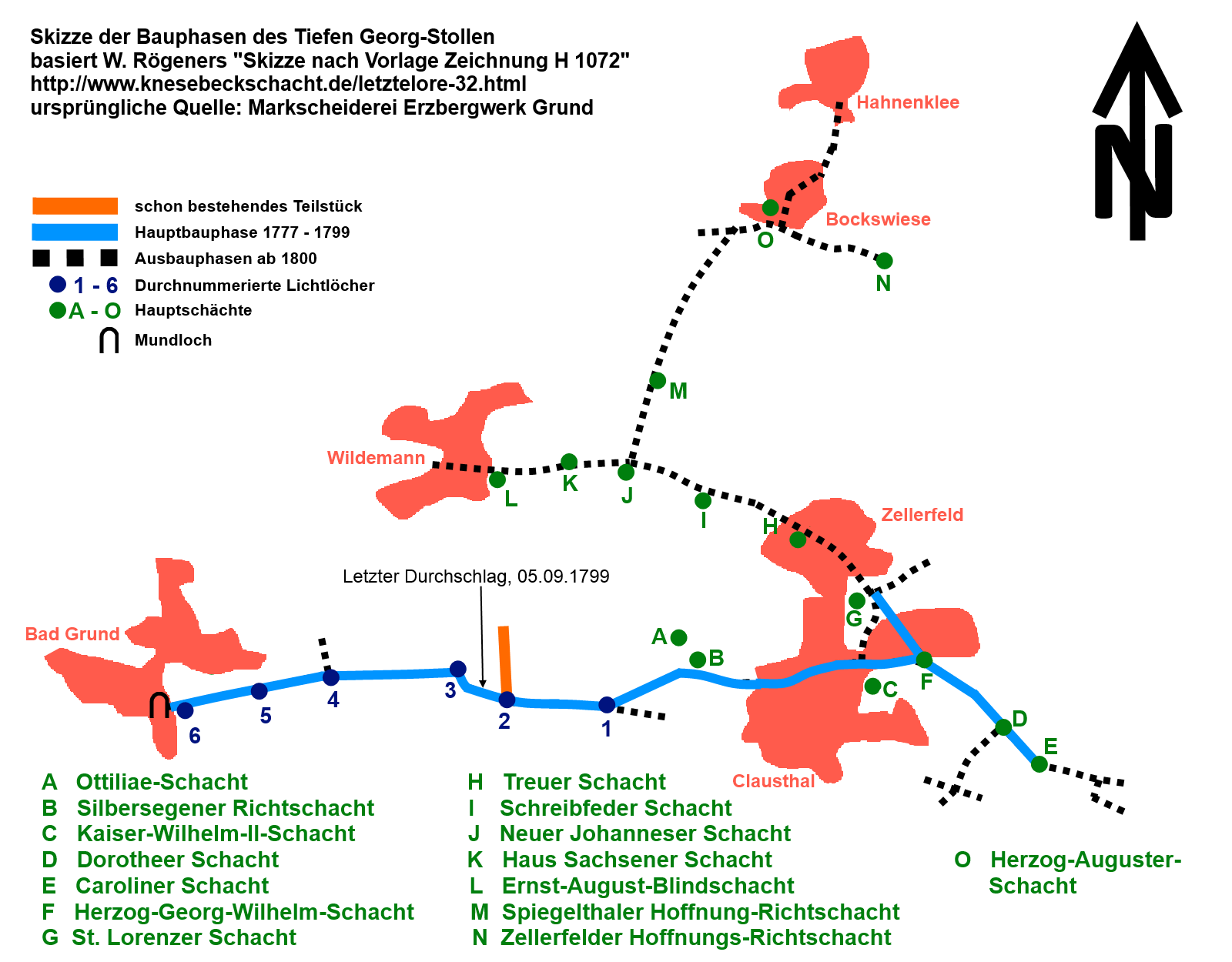
Bauphasen des Tiefen Georg-Stollens

Der Tiefe Georg-Stollen wurde im Gegenortbetrieb von 30 Orten aus aufgefahren. Zunächst teufte man die sechs Lichtlöcher ab und baute Wasserkünste ein.
Durchschnittlich arbeiteten zwischen 40 und 100 Bergleute an der Fertigstellung des Stollens. Der erste Durchschlag erfolgte am 24. Juni 1778 zwischen dem Mundloch und dem 6. Lichtloch, womit 187 Lachter (zirka 360 m) aufgefahren waren.
Im Mai 1779 folgte der zweite Durchschlag zwischen dem 5. und 6. Lichtloch, im April 1783 zwischen dem 3. und 4. Lichtloch ein weiterer.
Am 5. September 1799 erfolgte der letzte von insgesamt 15 Durchschlägen unter Anwesenheit des Oberbergmeisters Georg Andreas Steltzner sowie des Bergmanns Schmidt. Beide waren die einzigen noch lebenden Personen, die auch beim Anschlagen vor 22 Jahren, einem Monat und elf Tagen vor Ort gewesen waren. Steltzner schrieb einen ausführlichen Bericht über dieses Ereignis und über den gesamten Stollen, an dessen Planung und Bau er maßgeblich beteiligt war.

### Nutzung und Kosten
Der Tiefe Georg-Stollen übernahm ab 1799 die Wasserlösung der Silbernaaler, Rosenhöfer, Zellerfelder und Burgstätter Gangzüge und „enterbte“ die bestehenden Wasserlösungsstollen. Am Caroliner Schacht brachte er wie geplant eine Teufe von 286 Metern – zirka 150 Meter mehr als der 13-Lachter-Stollen – ein.
Durch den Stollen konnten sofort 15 Kunsträder entbehrt werden, wodurch jährlich 10.000 Reichstaler eingespart wurden. Unter anderem in den Gruben Bergmannstrost und Kranich konnten umfassende Ganguntersuchungen in der Tiefe stattfinden, wobei es zu vielversprechenden Funden kam. Von größter Bedeutung war allerdings, dass man die 1733 eingestellten Bergbautätigkeiten auf dem Silbernaaler Gangzug wiederaufnehmen konnte. 1821 wurden dort auf der Sohle des neuen Wasserlösungsstollens ebenfalls bedeutende Erzmittel aufgeschlossen. Diese Funde sorgten für weitere Ganguntersuchungen bei der Bergstadt Grund, wo in der Grube Hilfe Gottes 1831 ausgezeichnete Erzmittel aufgeschlossen wurden. Insgesamt konnte man somit drei neue Erzfelder aufschließen.
Der Tiefe Georg-Stollen hatte eine Gesamtlänge von knapp über 5481 Lachtern (zirka 10.545 m). Die Einzellängen betrugen vom Mundloch bis zum Rosenhöfer Revier 3738 Lachter (7191 m), vom Rosenhöfer Revier bis zum Herzog-Georg-Wilhelm-Schacht 807 Lachter (1553 m) und von dort bis zur Grube Caroline 936 Lachter (1801 m). Auf der Hauptstrecke hatte er eine ungefähre Höhe von zwei Metern bei 1,2 Metern Breite. Sein Gefälle betrug auf 15 Zoll auf 100 Lachter.
Die ursprünglich berechneten Baukosten betrugen 300.000 Reichstaler (inklusive Lichtschächte), wobei man den Stollen als gemeinschaftliches Projekt zur Sicherung des Oberharzer Bergbaus und nicht als gewinnbringendes Unternehmen ansah. Die tatsächlichen Baukosten betrugen allerdings 398.871 Reichstaler. Sie wurden zu 44,2 % von den Harzbewohnern, 26,7 % von den Gewerken, 25,9 % vom König und zu 3,2 % von der Bergbaukasse getragen.

#### Erweiterung
Nach 1800 wurde der Stollen mehrfach erweitert. So erfolgte das Auffahren eines Teilstücks vom St. Lorenzer Schacht über den Schacht Samuel (im Bereich des späteren Neuen Johanneser Schachts) bis zum Ernst-August-Schacht. Ein weiterer Abschnitt wurde zwischen 1821 und 1835 zwischen dem Schacht Samuel mithilfe des Spiegelthaler Hoffnungsschachts bis nach Hahnenklee durchgetrieben. Auf diese Weise konnte der Tiefe Georg-Stollen nun auch die Wasserlösung der Spiegeltaler und Bockswieser Gangzüge übernehmen. Der Flügelort lag 60 Lachter (115 Meter) unter dem ebenfalls 1799 fertiggestellten Lautenthaler Hoffnungsstollen, der auf diese Weise enterbt wurde. Diese Erweiterung kostete zusätzliche 120.000 Reichstaler.
Die volle Länge nach den Erweiterungsphasen betrug 25,9 Kilometer.

### Auffahren der Tiefen Wasserstrecke und Enterbung durch den Ernst-August-Stollen
Bereits beim Auffahren des Tiefen Georg-Stollens erkannte man, dass man bald einen tieferen Stollen benötigen würde. So begann man 1803, vier Jahre nach der Vollendung der Hauptstrecke, 115 Meter (60 Lachter) unter der Sohle des Tiefen Georg-Stollens mit dem Auffahren der Tiefen Wasserstrecke. Infolgedessen kam es zum Aufschließen weiterer Erzmittel und ab 1815 zur Erweiterung der Tiefen Wasserstrecke. Diese wurde ab 1833 auf einem Teilstück von zirka 6,5 Kilometern mit Erzkähnen befahren und kurz darauf erfolgte der Einbau zweier Wassersäulenmaschinen, die anfallendes Grubenwasser auf den Tiefen Georg-Stollen hoben. Dieses System ermöglichte den Erzabbau 100 Lachter (ca. 192 Meter) unterhalb des Tiefen Georg-Stollens.
Diese Erfolge führten 1850 letztlich zur Entscheidung, die Tiefe Wasserstrecke bis an den Rand des Harzes durchzutreiben. Einerseits erhoffte man sich neue Erzfelder in den Tiefen der Spiegeltaler und Haus Herzberger Gangzüge aufzuschließen, andererseits gelangte der Tiefe Georg-Stollen an seine Kapazitätsgrenze. Nach dem Durchtreiben von 1851 bis 1864 war der Ernst-August-Stollen fertiggestellt, der wiederum den Tiefen Georg-Stollen nach 65 Jahren Betrieb als wichtigsten Wasserlösungsstollen enterbte.

## Sonstiges

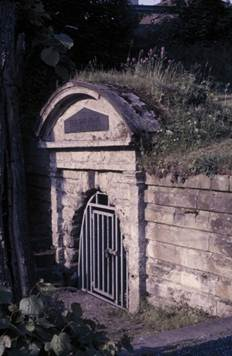
Mundloch des Tiefen Georg-Stollens in Bad Grund

Das aufwendig gestaltete Auslaufmundloch des Tiefen Georg-Stollens befindet sich heute auf einem Privatgrundstück.
Wie bei fast allen Wasserlösungsstollen des Oberharzer Bergbaus wird er nicht mehr wirtschaftlich genutzt. Unterhaltungsarbeiten finden nicht mehr statt; Befahrungen sind gefährlich und deshalb verboten.